# Marí Alkatiri
Pour les articles homonymes, voir Mari.
Marí Alkatiri, né le 26 novembre 1949 à Dili, est un homme d'État timorais. Il est Premier ministre du 20 mai 2002 au 26 juin 2006, puis de nouveau du 15 septembre 2017 au 22 juin 2018.

## Biographie
Sous l'occupation indonésienne, Alkatiri vit en exil dans d'autres anciennes colonies portugaises, au Mozambique et en Angola et y travaille comme géomètre. Alkatiri est membre du Fretilin, l'ancienne guérilla devenue parti dominant.
Des émeutes éclatent au Timor oriental en mai 2006 à la suite de violents accrochages au sein de l'armée. Alkatiri est accusé d'avoir utilisé des unités de l'armée pour éliminer physiquement ses adversaires. Le 25 juin, deux ministres de son gouvernement démissionnent, le président Xanana Gusmão menace lui aussi de quitter ses fonctions si son Premier ministre ne s'en va pas. Le Fretilin au pouvoir ne demande pas la démission d'Alkatiri mais ce dernier quitte toutefois ses fonctions le 26 juin.
Deux mois après les élections législatives du 22 juillet 2017, Alkatiri est nommé de nouveau Premier ministre et parvient à former un gouvernement de coalition minoritaire réunissant le Fretilin et le Parti démocrate. Mis en minorité, le gouvernement échoue à plusieurs reprises à faire voter le budget, ce qui amène le président Francisco Guterres à dissoudre le Parlement le 26 janvier 2018 et convoquer des élections législatives anticipées pour le 12 mai suivant. L'Alliance pour le changement et le progrès remporte la majorité absolue et Taur Matan Ruak devient le nouveau Premier ministre le 22 juin.